# Britisch-deutsche Beziehungen
Die Staaten Deutschland und Vereinigtes Königreich sind beide Mitglieder des Europarates, der Organisation für Sicherheit und Zusammenarbeit in Europa (OSZE), der OECD und der NATO. Für mehrere Jahrzehnte war das Vereinigte Königreich zudem – wie auch Deutschland – Mitglied der Europäischen Union. Es hatte sich allerdings gegen einen Beitritt zur Eurozone und gegen die Abschaffung der Grenzkontrollen durch Beitritt zum Schengen-Raum entschieden.
Das Vereinigte Königreich unterhält die Britische Botschaft in Berlin und Generalkonsulate in Düsseldorf und München. Deutschland wird durch die Deutsche Botschaft London vertreten. Ein Generalkonsulat existiert im schottischen Edinburgh.

## Geschichte

### Wurzeln
Schon im 5. Jahrhundert nach Christus wanderten Angeln, Sachsen und Jüten aus dem Norddeutschen Tiefland in das zuvor von den römischen Truppen verlassene Großbritannien ein. So ist es zu erklären, dass die heutige englische Sprache in ihren Wurzeln auf das Altenglisch der damals immigrierten germanischen Stämme der Angeln, Sachsen und Jüten zurückgeht. Somit hat die englische Sprache gemeinsame Wurzeln mit dem Niederdeutschen und Friesischen, wobei sich die englische Sprache wie das Deutsche und teilweise das Niederdeutsche zu einer eigenständigen Sprache entwickelte.

### Mittelalter

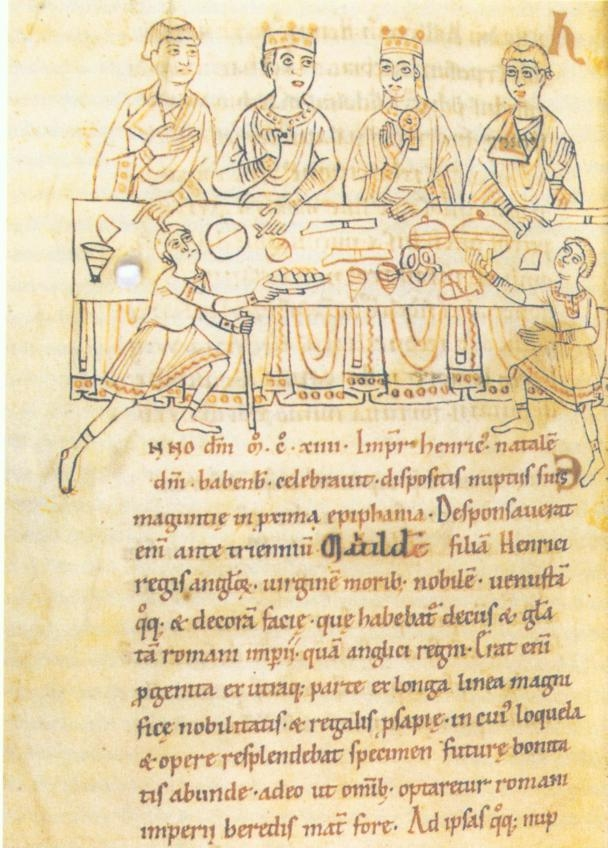
Hochzeitsmahl von Heinrich V. und Mathilde von England

Im Mittelalter waren dynastische britisch-deutsche Beziehungen nicht sehr häufig. So bevorzugte das Haus Wessex zum Beispiel Heiratsverbindungen mit Frankreich. Zwei binational relevante Hochzeiten sind für das 12. Jahrhundert zu verzeichnen: 1114 ehelichte die Prinzessin Mathilde von England den Kaiser des Heiligen Römischen Reiches Heinrich V. und 1168 heiratete Herzog Heinrich der Löwe die Prinzessin Mathilde Plantagenet.
Der englische König Richard Löwenherz wurde von 1192 bis 1194 im Heiligen Römischen Reich festgehalten und kam erst nach der Zahlung von Lösegeld und der Leistung des Treueeids auf den Stauferkaiser Heinrich VI. wieder frei.
Richards Neffe Richard von Cornwall wurde im Juli 1235 durch die Hochzeit Friedrichs II. mit seiner Schwester Isabella zum Schwager des Staufers. In der Doppelwahl von 1256/57 eines römisch-deutschen Königs nach dem Tod Wilhelms von Holland (1256) wählte die englische Partei der deutschen Kurfürsten (Köln, Mainz, Pfalz) Richard zum römisch-deutschen König. Er wurde in Aachen gekrönt, konnte sich aber kaum mehr durchsetzen als sein Gegenkönig Alfons von Kastilien. In Deutschland hielt er sich nur viermal für kurze Zeit auf (zuletzt 1269).

### Handel und Hanse an der Themse
Seit dem frühen 11. Jahrhundert sind rheinische Kaufleute in London nachzuweisen, die hauptsächlich mit Wein handelten. 1175 erlangten einige Kölner Kaufleute durch Heinrich II Handelsprivilegien bzw. Schutzbriefe und begründeten eine gemeinsame Niederlassung an der Themse. Dieses Gebäude, die Guildhall, übersetzt Gilde- bzw. Zunfthaus, diente den zusammengeschlossenen Kaufleuten als Versammlungsort, Lager und gelegentlich auch für Wohnzwecke. Um 1238 und 1260 wurden von Heinrich III. die Privilegien der Kaufleute bestätigt, sie galten nunmehr für alle deutschen Hansekaufleute in London. Die Haupthandelsgüter der deutschen Kaufleute wandelten sich, anstelle des Wein traten vor allem Getreide und Tuche, die nach England importiert wurden.

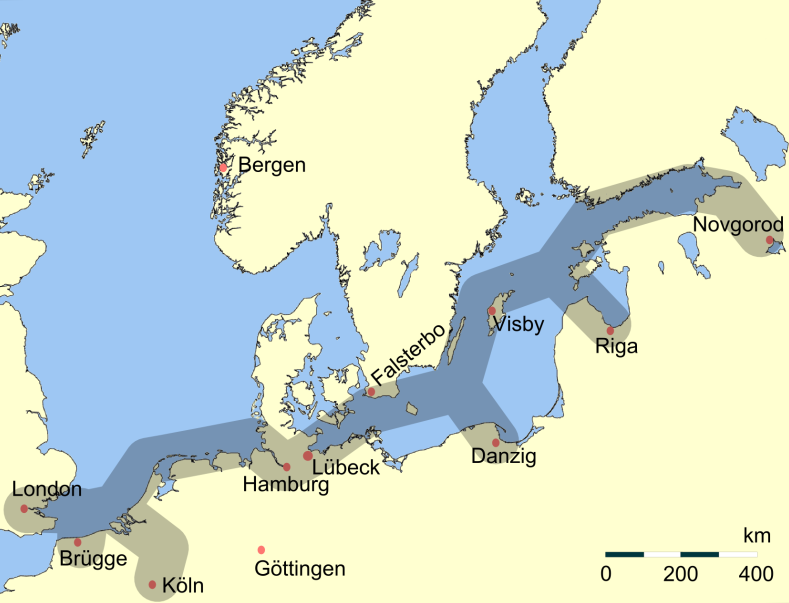
Haupthandelsrouten der Hanse im nordeuropäischen Raum

Im 15. Jahrhundert bemühte sich das aufstrebende englische Handelsbürgertum immer mehr, die Vorrechte der Hanse im Ostseehandel zu brechen. Als 1468 mit Hilfe von der dänischen Krone gecharterten Danziger Kapern im Sund englische Schiffe aufgebracht und beschlagnahmt wurden, ließ Eduard IV. im Frühjahr 1469 die Guildhall stürmen und plündern. Die Kaufleute wurden zeitweilig inhaftiert und mussten für den im Sund entstandenen Schaden mit ihrem Vermögen haften. Das war der Anlass für den Hansisch-Englischen Krieg, der mit dem Frieden von Utrecht 1474 beendet wurde und die Rechte der Hanse bestätigte. Nach diesem Friedensschluss wurde den Kaufleuten das an die Guildhall angrenzende Gelände vom englischen König übertragen. Dieses Gelände wurde mit einer starken Mauer umgeben und Steelyard bzw. Stalhof genannt. Auf dem Gelände befand sich ein eigener Kran, eigene Wirtschafts- und Wohngebäude sowie ein Garten.
Seit dem Widerruf der Handelsprivilegien 1552 durch König Edward VI. hatte sich der Kölner Heinrich Sudermann, ab 1556 bis 1591 Syndikus der Hanse, auch bei den Nachfolgerinnen Edwards um Stabilisierung und Rettung des Stalhofs für die Hanse diplomatisch bemüht. Als Ende des 16. Jahrhunderts die Auseinandersetzungen um die Tuchexporte zunahmen und England mit dem deutschen Kaiser im Krieg lag, verfügte Königin Elisabeth am 13. Januar 1598 mit Wirkung zum 24. Januar die Ausweisung der hansischen Kaufleute aus England, deren Handelsprivilegien sie aufhob, sowie die Schließung und Beschlagnahmung des Stalhofs.

### Langes 19. Jahrhundert

#### Briten, Deutsche und Napoleon
Im Kampf gegen das revolutionäre Frankreich bzw. in den Napoleonischen Kriegen waren Briten und verschiedene deutsche Staaten oftmals Verbündete. Allerdings variierten die Koalitionen häufig, da Deutschland in viele verschiedene Staaten aufgeteilt war (territorialer „Flecktenteppich“). Zeitweise waren deutsche Staaten als Verbündete Frankreichs also auch Feinde des Vereinigten Königreichs (gerade die kleineren deutschen Staaten) oder mussten sich nach schweren Niederlagen der Feindseligkeiten enthalten (vor allem Preußen und Österreich).
Im Ersten Koalitionskrieg (1792–1797) kämpften die Staaten des Heiligen Römischen Reiches Deutscher Nation – unter anderem Preußen und Österreich – an der Seite der Briten gegen Frankreich. Letztendlich konnte sich das revolutionäre Frankreich gegen die verbündeten Mächte weitgehend durchsetzen.
Der Zweite Koalitionskrieg, auch Erster Napoleonischer Krieg (1798/99–1801/02), wurde von einer Allianz um Russland, Österreich und Großbritannien gegen das im ersten Koalitionskrieg erfolgreiche revolutionäre Frankreich geführt. Indirekt war die Niederlage der Alliierten für die völlige Neugestaltung des Heiligen Römischen Reiches durch den Reichsdeputationshauptschluss (1803) mitverantwortlich. Preußen unter seinem neuen König Friedrich Wilhelm III. blieb in diesem Konflikt neutral.
Der Dritte Koalitionskrieg, auch Zweiter Napoleonischer Krieg, fiel in das Jahr 1805. Er sah einige deutsche Staaten (insbesondere Württemberg, Bayern und Baden) bereits auf der Seite der aufsteigenden Macht Europas, des französischen Kaiserreichs. Gegner war eine Allianz um Großbritannien, Russland, Österreich, Schweden und Neapel. Das Ergebnis der Dritten Koalition war, dass Großbritannien zur See nunmehr die beherrschende Macht darstellte. In Kontinentaleuropa dominierte Napoleon Bonaparte. Dieser gestaltete die Verhältnisse insbesondere auch in Deutschland grundlegend um. Er schuf den Rheinbund (als eine Art französischer „Satellitenstaaten“), deren Mitglieder aus dem Heiligen Römischen Reich austraten. Daraufhin legte Kaiser Franz II. die Krone des Reiches nieder (1806). Napoleon hatte damit eine Epochenwende in der deutschen Geschichte erzwungen.

1806 errichtete Napoleon die Kontinentalsperre (eine Wirtschaftsblockade) gegen Großbritannien, die alle deutschen Staaten unterstützten bzw. unterstützen mussten und die bis 1814 Bestand hatte. Neben einigen für deutsche Industrien positive Auswirkungen hatte die Blockade oft fatale Folgen für den deutschen Handel mit Großbritannien, was in deutschen Landen verstärkt zu Schmuggel, sozialen Unruhen und sinkender Akzeptanz der napoleonischen Herrschaft führte. 

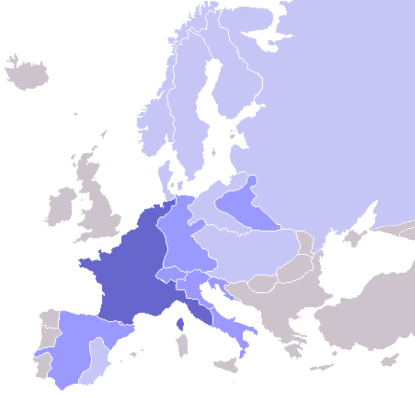
Europa 1811. Mittelblau = Rheinbund, Tochterrepubliken und andere Satellitenstaaten; hellblau = Unterstützer der Kontinentalsperre

Der Vierte Koalitionskrieg, auch Dritter Napoleonischer Krieg, in den Jahren 1806 und 1807 fand zwischen Frankreich und den mit ihm verbündeten Staaten wie etwa den deutschen Mitgliedern des Rheinbundes auf der einen Seite und im Wesentlichen Preußen und Russland (später um Großbritannien und Schweden erweitert) auf der anderen Seite statt. Der alte preußische Staat brach schon nach der Doppelschlacht von Jena und Auerstedt im Oktober 1806 zusammen. Der Hof floh nach Ostpreußen. Die Hauptlast des Krieges lag nunmehr bei Russland. Nach der entscheidenden Niederlage gegen Napoleon in der Schlacht bei Friedland beendete der Frieden von Tilsit den Krieg. Preußen verlor dabei fast die Hälfte seines Gebietes, musste hohe Kriegsentschädigungen leisten und sank auf den Status eines minder mächtigen Staates herab. Dagegen befand sich Napoleon auf dem Höhepunkt seiner Macht.
Der Fünfte Koalitionskrieg oder auch Österreichisch-Französischer Krieg von 1809 bezeichnet die Auseinandersetzung zwischen dem von Großbritannien unterstützten Österreich und dem Kaiserreich Frankreich mit seinen deutschen Verbündeten im Rheinbund. Der Konflikt endete mit der Niederlage Österreichs.

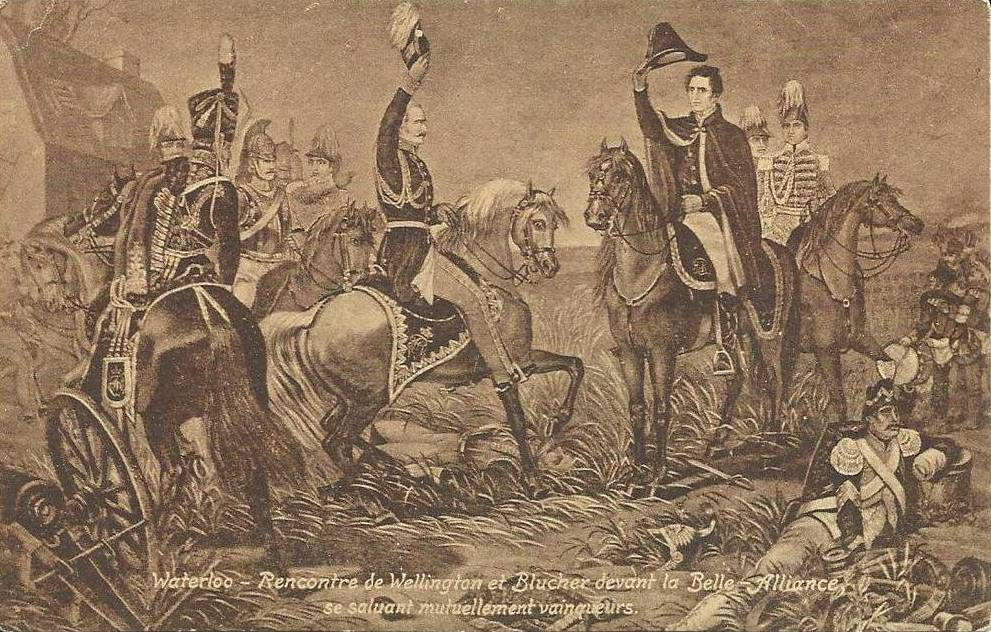
Treffen von Blücher und Wellington auf dem Schlachtfeld von Waterloo

Die Befreiungskriege (1813–1815) gegen die Herrschaft Napoleons über Europa vereinte sukzessive mehr und mehr Staaten in einer anti-französischen Koalition. Sie folgten auf die Niederlage Napoleons im Russlandfeldzug 1812. Anfänglich bildeten Russland und Preußen eine Koalition. Später schlossen sich u. a. Großbritannien und Österreich an. Auch mehr und mehr deutsche Rheinbundstaaten wechselten ins anti-französische Lager (z. B. Bayern mit dem Vertrag von Ried am 8. Oktober 1813 kurz vor der Völkerschlacht bei Leipzig vom 16. bis 19. Oktober 1813). Ein berühmtes – wenn auch nicht verbürgtes – Zitat zu den deutsch-britischen Beziehungen dieser Zeit stammt von Arthur Wellesley, 1. Duke of Wellington aus der Schlacht bei Waterloo: „Ich wollte, es wäre Nacht, oder die Preußen kämen!“
Die napoleonische Zeit endete schließlich mit dem Sieg der europäischen Staaten – darunter die meisten deutschen Staaten und Großbritannien – über Frankreich und mit der Neuordnung Europas bzw. dem Versuch einer Restauration der vorrevolutionären Verhältnisse auf dem Wiener Kongress (1814–1815).

#### Personalunion Großbritannien und Hannover und weitere Verbindungen

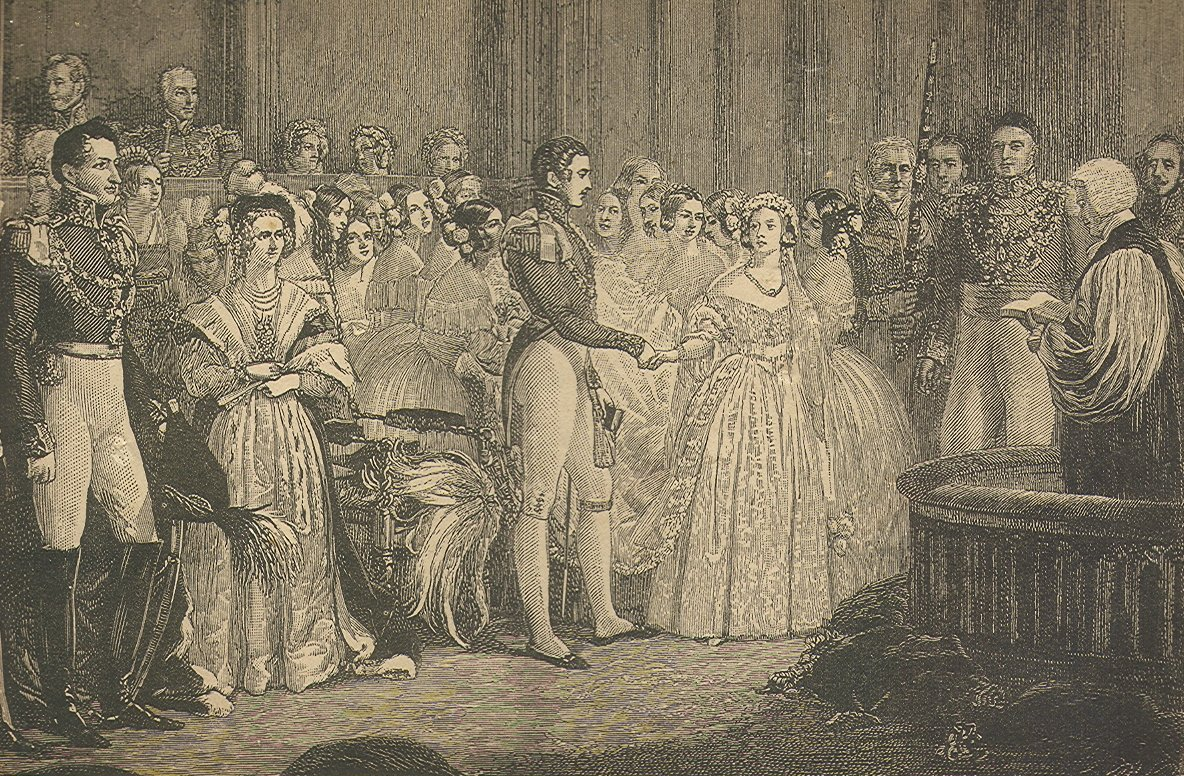
Hochzeit von Königin Victoria und Prinz Albert 1840

Von 1714 bis 1837 bestand die Personalunion zwischen Großbritannien und Hannover. In dieser Zeit erfolgte die Regierung des Hannoverschen Staates von der Deutschen Kanzlei in London aus. Die Personalunion endete mit der Thronbesteigung der englischen Königin Victoria, da das Königreich Hannover die weibliche Thronfolge nicht vorsah. Aber auch nach dem Ende dieser Union rissen die dynastischen Verbindungen nach Deutschland nicht ab. Victoria war die Tochter von Victoire von Sachsen-Coburg-Saalfeld und ehelichte Albert von Sachsen-Coburg und Gotha.
Victorias Tod beendete die Herrschaft des Hauses Hannover auf dem britischen Thron. Mit ihrem Sohn König Eduard VII. begann die Herrschaft des Hauses Sachsen-Coburg und Gotha. Dessen Sohn Georg V. war der Vetter des deutschen Kaisers Wilhelm II. – die beiden Monarchen standen ihren Ländern schließlich als Feinde im Ersten Weltkrieg vor.

#### Reichsgründung und Bismarck
Die Deutsche Reichsgründung 1871 bewirkte eine massive Störung des von Großbritannien angestrebten Gleichgewichts der Kräfte in Kontinentaleuropa („Gleichgewicht in Europa, Herrschaft Großbritanniens auf den Weltmeeren“). In der Krieg-in-Sicht-Krise (1875) lotete der Vater der deutschen Einigung, Reichskanzler Otto von Bismarck, aus, wie die europäischen Mächte auf einen weiteren Waffengang Deutschlands mit Frankreich reagieren würden. In Deutschland wurde über einen derartigen Präventivschlag nachgedacht, da Frankreich wieder aufrüstete. Neben Russland signalisierte auch Großbritannien, einen weiteren Machtzuwachs des Deutschen Reiches in Zukunft nicht zu dulden. Bismarck erkannte das unkalkulierbare Risiko eines Zwei-Fronten-Krieges und erklärte die neue Macht in Europas Mitte für „saturiert“ (ohne weitere Gebietsansprüche). Mit seiner Bündnispolitik – dem „Spiel mit fünf Kugeln“ – gelang es Bismarck vorerst noch, eine direkte Gegnerschaft zum Vereinigten Königreich zu verhindern. Allerdings war der Inselstaat selbst während seiner Kanzlerschaft kaum in das von ihm orchestrierte Bündnissystem eingebunden. Des Weiteren war dieses System zu kompliziert, um von seinen Nachfolgern unter Kontrolle gehalten zu werden.
Die britischen Hoffnungen wiederum, auf das neu entstandene Deutsche Reich einen eigenen Einfluss auszuüben, erfüllten sich nicht. Victoria, die Tochter von Königin Victoria und zugleich Gemahlin von Kronprinz Friedrich Wilhelm, blieb am Berliner Hof als Engländerin isoliert. Die Konkurrenz deutscher Exporte führte 1887 zum Merchandise Marks Act 1887, der bestimmte, dass auf Waren unmissverständlich das Herkunftsland anzugeben sei. „Made in Germany“ wirkte jedoch bald wie ein Gütesiegel, und die negativ gedachte Warenkennzeichnung bewirkte das Gegenteil. Die schleichende Verschlechterung der Beziehungen offenbarte sich auch anlässlich der Krebserkrankung des Kronprinzen und späteren Kaisers Friedrich III. bei seiner Behandlung durch deutsche und britische Mediziner.

#### Wachsende Spannungen – Wilhelm II.: „ein Kaiser im Porzellanladen“

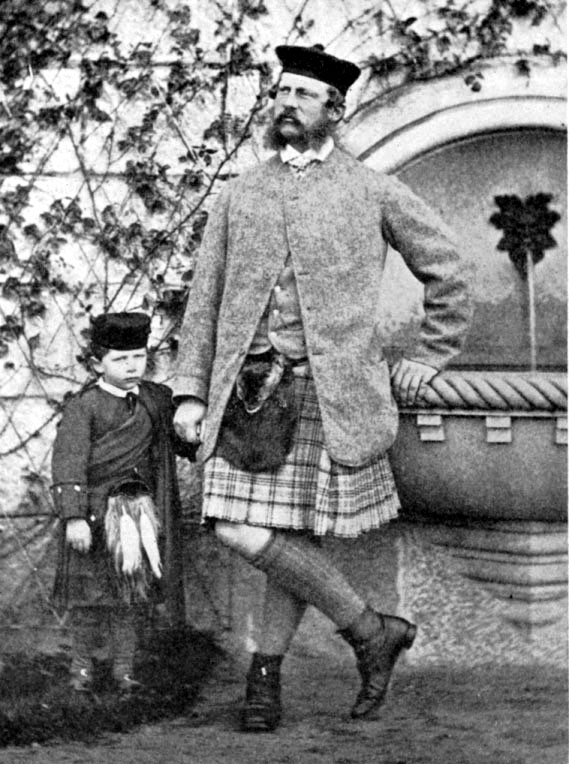
Wilhelm II. mit seinem Vater Friedrich Wilhelm auf Schloss Balmoral, Schottland (1863)

Diese Konstellation traf mit Wilhelm II., der durch seine Mutter selbst britische Vorfahren hatte, auf einen äußerst schwierigen Charakter. 1888 bestieg der erst 29-Jährige den Thron und entließ den „Lotsen“ Bismarck bereits zwei Jahre später. Der Kaiser strebte ein „persönliches Regiment“ an und suchte dem Deutschen Reich einen „Platz an der Sonne“ zu verschaffen. Dabei ging er oft widersprüchlich und unberechenbar vor.
Nach dem als unbefriedigend empfundenen Helgoland-Sansibar-Vertrag von 1890 wurde der Alldeutsche Verband gegründet, dessen expansionistische Bestrebungen in Großbritannien misstrauisch verfolgt wurden. Besonders vergiftend gerade auch auf das deutsch-britische Verhältnis wirkten ferner Wilhelms Krüger-Depesche (1896), mit der er sich in die britische Kolonialpolitik in Südafrika einmischte, die Daily-Telegraph-Affäre von 1908 mit einer Publikation unglücklicher Aussagen des Kaisers und die Erste Marokkokrise 1904–1906 sowie die Zweite Marokkokrise 1911 (in denen die Briten ihren Seeweg nach Indien durch eine etwaige deutsche Flottenbasis in Agadir – nahe Gibraltar – bedroht sahen). Ins Herz britischer Interessen trafen vor allem die Flottengesetze des Deutschen Reiches von 1898/1900. Zwar war den Deutschen klar, dass sie die britische Flottenstärke in absehbarer Zeit nicht würden einholen können, doch sollte eine „Risikoflotte“ entstehen, deren Größe derart bemessen sein sollte, dass Großbritannien sie in seiner Strategie würde berücksichtigen müssen. Diese deutsche Politik löste das Deutsch-Britische Flottenwettrüsten aus. Deutschland schwebte eine Situation vor, in dem in Europa Deutschland die Hegemonialmacht sein sollte und auf den Weltmeeren Gleichgewicht herrschen würde.
Im Rahmen des europäischen Wettlaufs um Afrika wurde 1898 der sogenannte Angola-Vertrag unterzeichnet: Für den Fall, dass Portugal Geld brauchen sollte, vereinbarten Deutschland und Großbritannien eine gemeinsame Anleihe, für welche die portugiesischen Kolonien als Pfand vorgesehen waren. Im Falle der erwarteten Zahlungsunfähigkeit Portugals sollte dann Zentralangola (Innerangola) an Großbritannien, hingegen Nord-, Süd- und Westangola an Deutschland fallen (ebenso Nord-Mosambik und Portugiesisch-Timor an Deutschland, Süd-Mosambik an Großbritannien). Deutschland verzichtete dafür auf die Unterstützung der Buren in den Burenkriegen gegen Großbritannien. Das Abkommen wurde jedoch niemals umgesetzt und schon 1899 durch die Verlängerung der britischen „Schutzgarantie“ (Windsorvertrag) für Portugal und all seine Besitzungen unterlaufen.
Zusammenfassend kann gesagt werden, dass die deutsche Politik zur Aufgabe der englischen Splendid isolation führte, was sich in der Entente cordiale mit Frankreich von 1904 und der Triple Entente mit Frankreich und Russland von 1907 manifestierte. Damit war die grobe Ausgangslage des Ersten Weltkriegs geschaffen. Zwar gab es in der Folge durchaus Anzeichen von Entspannung im bilateralen Verhältnis – der Gesprächsfaden riss nicht ab und in den Balkankriegen 1912/1913 kam es durchaus auch zu deutsch-britischer Zusammenarbeit –, eine grundsätzliche Klärung der Beziehungen konnte allerdings bis 1914 nicht mehr erreicht werden.
Auch in der Julikrise 1914 nach dem Attentat von Sarajevo auf den österreichischen Thronfolger gab es noch britische Vermittlungsversuche. So schlug der britische Außenminister Edward Grey u. a. eine Botschafterkonferenz vor. Auch König Georg V. suchte gemeinsam mit Prinz Heinrich von Preußen nach einer friedlichen Lösung. Der Ausbruch des Krieges konnte indes nicht mehr verhindert werden. Zum Auslöser des britischen Kriegseintritts wurde die deutsche Verletzung der belgischen Neutralität, als deren Garantiemacht Großbritannien fungierte.

### Erster Weltkrieg
Der Erste Weltkrieg wurde zur europäischen „Urkatastrophe des 20. Jahrhunderts“ und war sowohl für Deutsche als auch für Engländer mit unsagbarem Grauen verbunden.

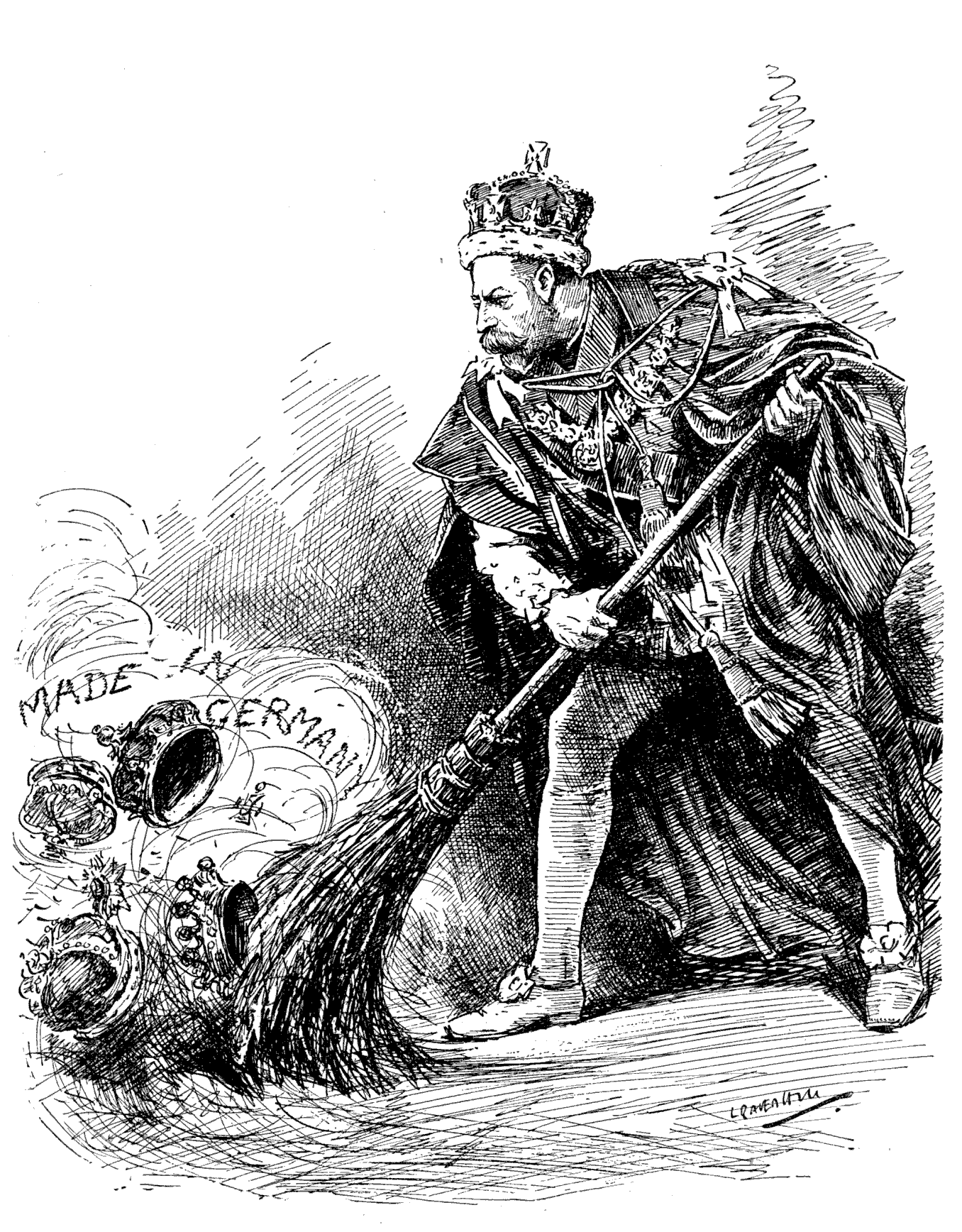
A Good Riddance
The King has done a popular act in abolishing the German titles held by members of His Majesty’s family.
----
Cartoon im Punch am 27. Juni 1917, die Umbenennung des britischen Königshauses zu Windsor kommentierend: „Und tschüss!“ (Zum deutschen Namen der Dynastie)

Mit der Niedermayer-Hentig-Expedition (1914–1916) versuchte das Deutsche Reich, Afghanistan auf Seiten der Mittelmächte in den Krieg zu ziehen. Dies hätte u. a. eine Bedrohung für das angrenzende Britisch-Indien – das „Kronjuwel“ des Empires – dargestellt. Allerdings bevorzugte es das zwischen dem Russischen und dem Britischen Reich „eingequetschte“ Afghanistan, den beiden Großmächten gegenüber seine Neutralitätspolitik fortzusetzen.
Auch direkt im „Hinterhof“ Großbritanniens, im nach Unabhängigkeit strebenden Irland, wurden die Deutschen aktiv: Im Rahmen der Vorbereitung des irischen Osteraufstands gegen die Briten 1916 planten die Deutschen (nach dem Motto „Der Feind meines Feindes ist mein Freund“), irisch-britische Kriegsgefangene, die sich dazu bereit erklärt hatten, nach Irland zu transportieren und etwa 40.000 französische und russische Beutegewehre mit einem Hilfsschiff am Karfreitag in Irland (Grafschaft Kerry) anzulanden. Die Landung schlug fehl, weil Ort und Zeit nicht gut koordiniert waren.
Während des Krieges nahm die antideutsche Stimmung in Großbritannien immer weiter zu. 1917 war der Druck auf den Herrscher so stark geworden, dass das Haus „Saxe-Coburg and Gotha“ in Haus Windsor umbenannt wurde. Damit verbunden war auch ein Verzicht der königlichen Familie auf alle deutschen Titel.

### Zwischenkriegszeit

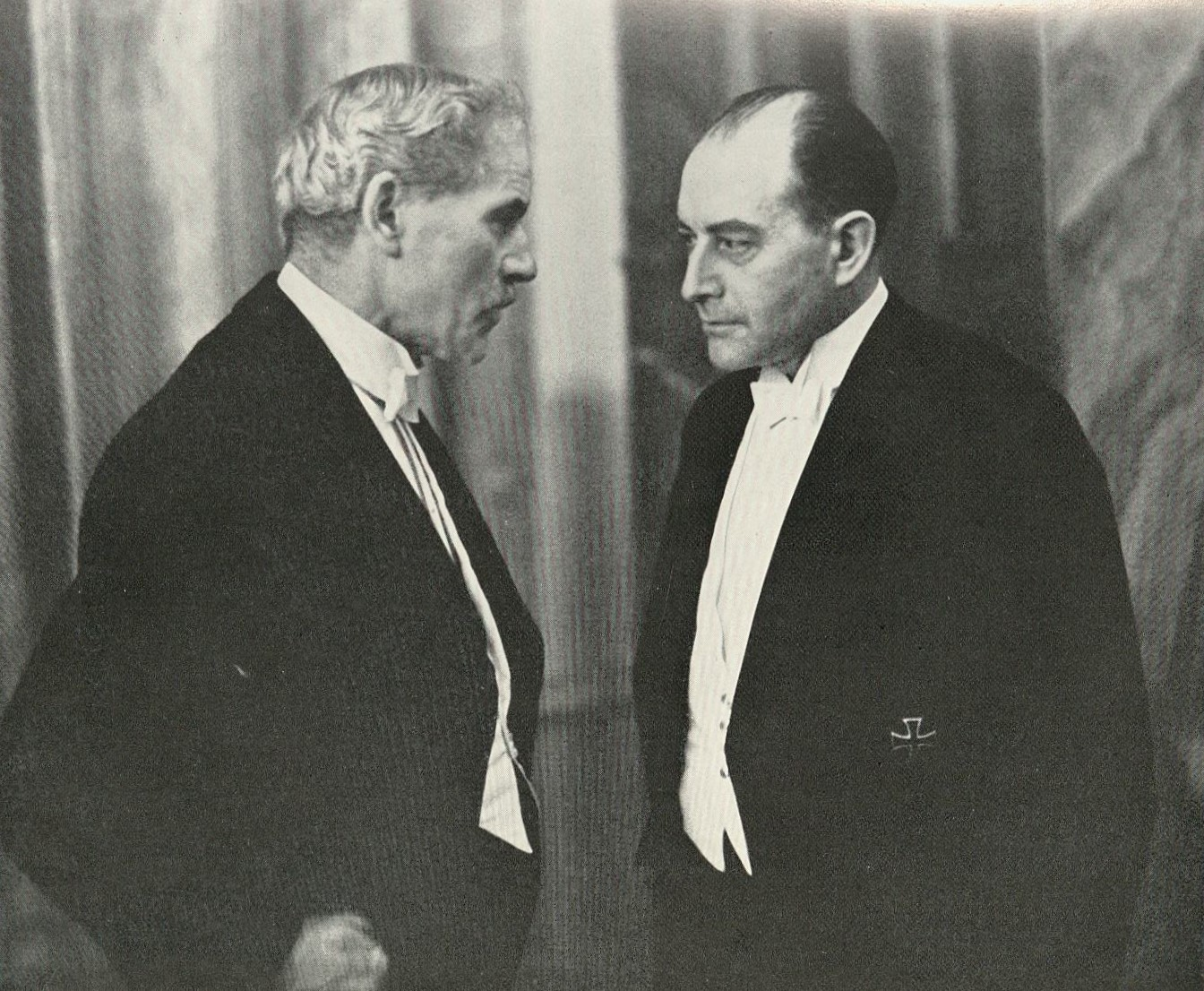
Ramsay MacDonald und Julius Curtius

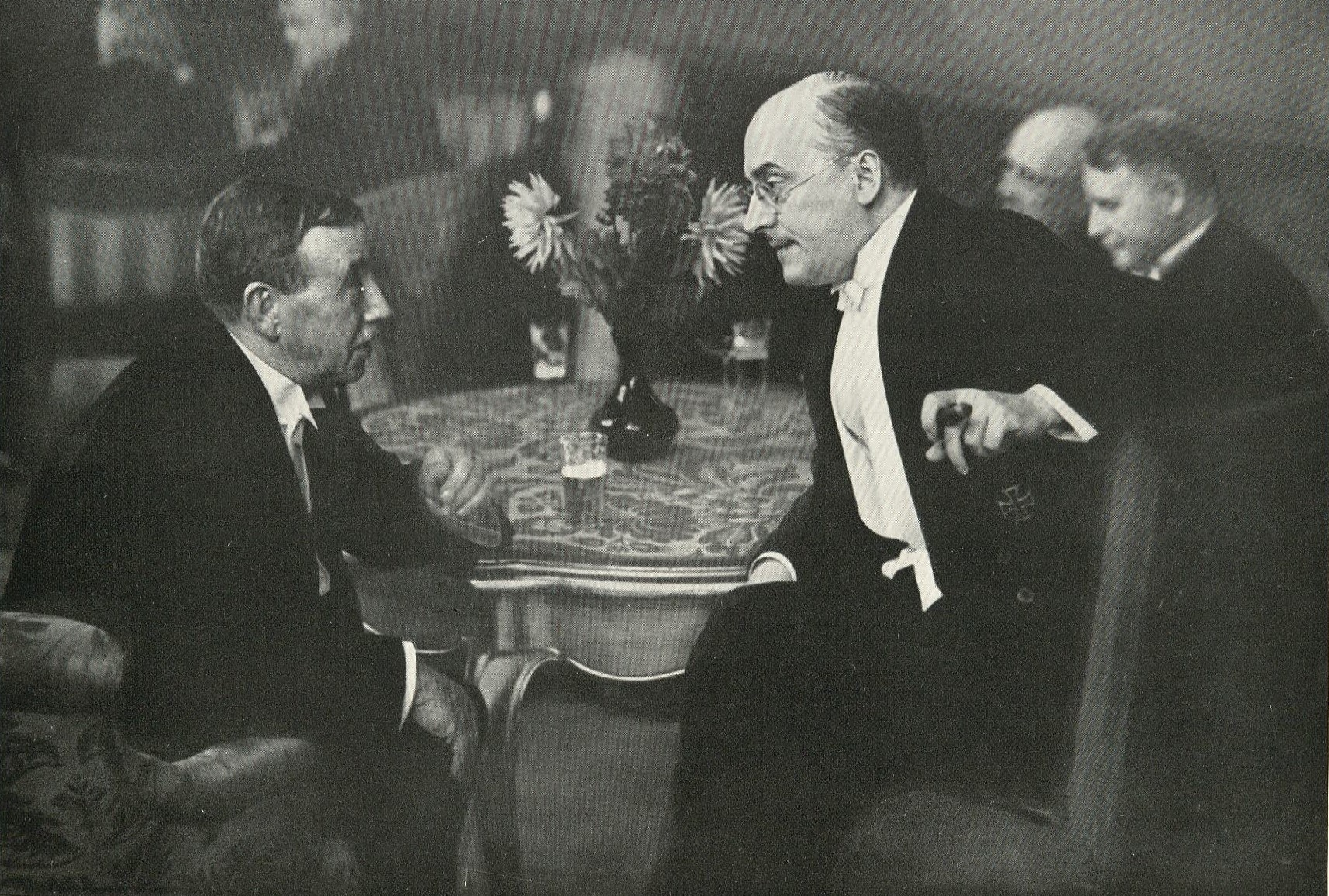
Arthur Henderson und Heinrich Brüning

Zu Kriegsende versprach auch der britische Premierminister David Lloyd George seinem Volk, dem besiegten Deutschen Reich einen harten Frieden aufzulegen. Allerdings nahm die britische Delegation während der Pariser Friedenskonferenz 1919 im Vergleich mit Frankreich eine eher moderate Verhandlungsposition ein. Die Meinungsverschiedenheiten zwischen den Verbündeten über die Behandlung des ehemaligen Kriegsgegners ziehen sich durch einen guten Teil der Nachkriegszeit. Die eher vermittelnde britische Haltung zeigte sich u. a. bei der Konferenz von Genua 1922 und der französisch-belgischen Ruhrbesetzung im Jahr darauf deutlich. Auf Druck der USA und Großbritanniens wurden im Jahr 1924 mit dem Dawes-Plan die deutschen Reparationen gesenkt. Bei den Verhandlungen zum Young-Plan von 1929 bestanden die Briten allerdings zusammen mit den Franzosen auf einer weiterhin hohen jährlichen Zahlung. Immerhin wurde erstmals ein Ende der Zahlungen festgelegt – allerdings erst für 1988. Das faktische Ende der Reparationszahlungen kam dann mit der Konferenz von Lausanne 1932. Zu diesem Zeitpunkt war die Weimarer Republik allerdings schon an ihr Ende gelangt und im Jahr darauf kam Adolf Hitler an die Macht.
Dieser hatte in Mein Kampf die Vorstellung entwickelt, mit Großbritannien, das er als „germanischen Bruderstaat“ ansah, ein Bündnis eingehen zu können: Ihm wollte er die Dominanz zur See überlassen, während Deutschland sich neuen Lebensraum im Osten erobern würde, wo Großbritannien, wie er glaubte, keine Interessen hätte. Großbritannien ging auf seine Offerten allerdings nicht ein. Die Etablierung des NS-Regimes verunsicherte die britische Politik und es wurde über eine Erhöhung der Verteidigungsanstrengungen nachgedacht. Die Umsetzung dieser Pläne wurde allerdings durch Geldmangel vorerst behindert. Am 16. März 1935 verkündete Deutschland den Aufbau der Wehrmacht und Wiederherstellung seiner Wehrhoheit: Unter Verletzung der Bestimmungen des Versailler Vertrags wurde die allgemeine Wehrpflicht eingeführt und die Aufrüstung der Wehrmacht auf einen Bestand von 550.000 Mann öffentlich gemacht. Kurz darauf reisten Außenminister John Simon und Lordsiegelbewahrer Anthony Eden nach Berlin, doch drohten sie dem Vertragsverletzer Deutschland nicht mit Sanktionen, sondern luden ihn ein, wieder dem Völkerbund beizutreten, den Deutschland 1933 verlassen hatte. Das lehnte Hitler entschieden ab und drohte im Gegenteil ihnen, er würde die Rückgabe der deutschen Kolonien verlangen, die neu geschaffene Luftwaffe könne mit ihren Bomberflugzeugen leicht England erreichen. Einig waren sich alle drei aber in ihrer antikommunistischen Ausrichtung, und als Hitler, ganz im Sinne seiner Bündniskonzeption aus den 1920er Jahren, ein bilaterales Flottenabkommen vorschlug, stimmten Simon und Eden zu. Im Juni 1935 wurde das deutsch-britische Flottenabkommen geschlossen, das die deutsche Flottenstärke auf 35 % der britischen Stärke festschrieb, auch um ein desaströses Wettrüsten wie vor dem Ersten Weltkrieg zu vermeiden. Aus verschiedenen Gründen duldete Großbritannien auch Hitlers Rheinlandbesetzung (1936). Das von Hitler angestrebte Bündnis wollten die Briten aber nicht schließen. Als Ersatz dafür schloss Hitler am 25. Oktober 1936 mit dem faschistischen Italien die Achse. Benito Mussolini war nämlich bereit, ihm „freie Hand im Osten“ zuzugestehen, was die Briten ihm trotz wiederholter Anfragen nie zu konzedieren bereit waren.

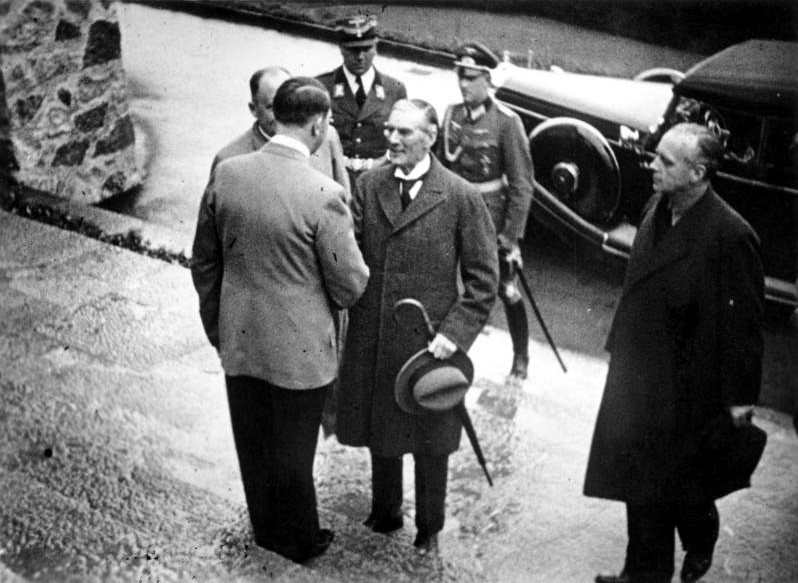
Hitler heißt Chamberlain (rechts: Außenminister Joachim von Ribbentrop) im Vorfeld des Münchner Abkommens auf seinem Berghof auf dem Obersalzberg am 15. September 1938 willkommen.

Der Höhepunkt der englischen Appeasement-Politik folgte dann im Jahr 1938, als im Rahmen des Münchner Abkommens Großbritannien, Frankreich und Italien die Abtretung des mehrheitlich deutsch besiedelten Sudetenlandes an das Deutsche Reich billigten, ohne die Tschechoslowakei auch nur in die Verhandlungen einbezogen zu haben. Der britische Premierminister Neville Chamberlain erhoffte sich von der Strategie des Appeasements die Erhaltung des europäischen Friedens und die Einbindung des wieder erstarkenden Deutschland in ein System kollektiver Sicherheit. Wenigstens sollte aber ein Krieg hinausgezögert werden, bis die englische Rüstung für einen Waffengang bereit wäre.
Chamberlain erwartete im Gegenzug von den Deutschen, künftige Konflikte nur in Kooperation mit den anderen europäischen Mächten zu lösen. Schon kurze Zeit später, im März 1939, als Hitler mit der „Zerschlagung der Rest-Tschechei“ die Maske der Einbindbarkeit und Verlässlichkeit endgültig fallen ließ (vgl. Hitlers Ausspruch vom 26. September 1938: „Wir wollen gar keine Tschechen“), wurde den Briten klar, dass ihre Deutschlandpolitik auf ganzer Linie gescheitert war.
Am 31. März erfolgte die britisch-französische Garantieerklärung für Polen, das sich Hitler als nächstes Ziel seiner Aggression ausgesucht hatte. Der Diktator nahm allerdings diese Erklärung der „verweichlichten Demokratien“ nicht ernst. Dies sollte sich als Fehler erweisen, denn beide westlichen Mächte erklärten dem Deutschen Reich nach dem nationalsozialistischen Überfall auf Polen im September den Krieg.

### Zweiter Weltkrieg
Nach dem Hitler-Stalin-Pakt vom 24. August 1939 wurde Polen zwischen Deutschland und der Sowjetunion aufgeteilt. Während des folgenden Sitzkrieges und bis zum deutschen Westfeldzug im Mai 1940 unternahmen weder Franzosen noch Engländer große Operationen an der Hauptfront. Die deutsche Besetzung Dänemarks und Norwegens im „Unternehmen Weserübung“ (April bis Juni 1940) konnte durch britische Intervention (z. B. Schlacht um Narvik) nicht verhindert werden. (Island und die Färöer hatten die Briten allerdings im April 1940 erfolgreich besetzt.) Chamberlain musste infolge dieser militärischen Niederlage seinen Posten des Premierministers an Winston Churchill abgeben.
Dem sich als „Blitzkrieg“ erweisenden Frankreichfeldzug, den die Deutschen unter Brechung der belgischen und niederländischen Neutralität und überraschender Einbeziehung des schwierigen Geländes der Ardennen führten, hielten die Franzosen und Briten nicht stand. Allerdings gelang es den Briten, ihr Expeditionscorps im Zuge der Operation Dynamo während der Schlacht von Dünkirchen größtenteils auf die Insel zurück zu retten, was eine wichtige Voraussetzung für die Weiterführung des Krieges auch nach dem Ausscheiden Frankreichs darstellte.

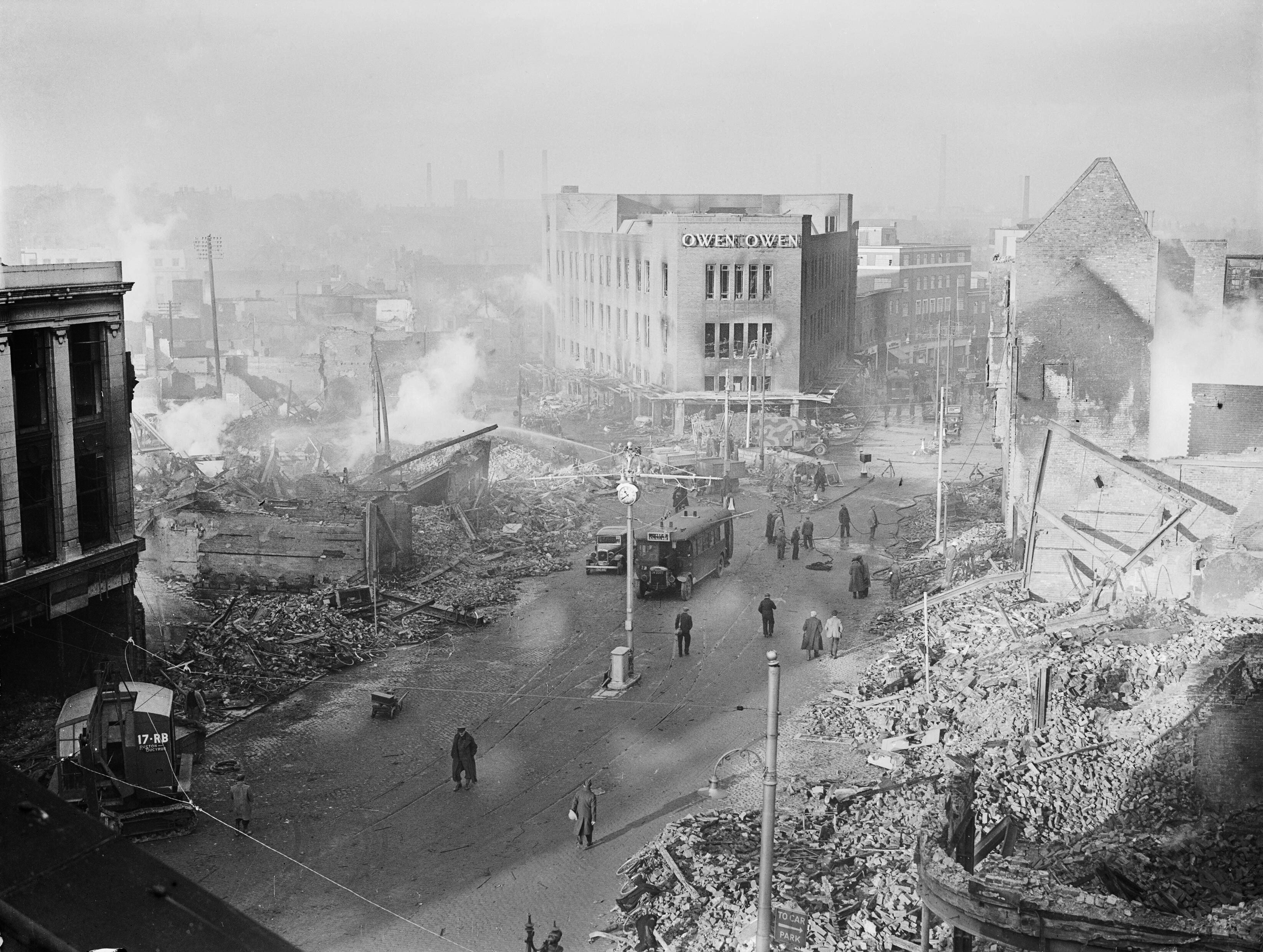
Die zerstörte Innenstadt Coventrys nach einem deutschen Angriff am 16. November 1940

Hitler rechnete nach der französischen Kapitulation mit einer baldigen Verständigung mit Großbritannien, hatte allerdings nicht mit der Entschlossenheit Churchills gerechnet. Dieser schwor seine Landsleute auf bedingungslosen Widerstand gegenüber den Deutschen ein (siehe dazu seine Blut-Schweiß-und-Tränen-Rede) – obwohl Großbritannien dem Feind vorerst allein gegenüberstand. Tatsächlich gelang es aber den Deutschen nicht, in der Luftschlacht um England den britischen Widerstand zu brechen und die für eine Invasion notwendigen Voraussetzungen zu schaffen. Anfangs war der Krieg beidseitig durch taktisches Punktbombardement geprägt. Die erste aus Versehen bombardierte Stadt und ihrer Zivilbevölkerung war Mönchengladbach am 12. Mai 1940. Nach der deutschen Bombardierung von Rotterdam 1940 und der Schlacht um Warschau (1939) befahl Churchill die Bombardierung deutscher Städte. Damit endete auf beiden Seiten das Punktbombardement und es kam zum Flächenbombardement. Mit diesen Luftangriffen beabsichtigten beide Seiten ein Terrorisieren der Zivilbevölkerung, wobei beide Seiten jeweils von „Vergeltungsmaßnahmen“ sprachen (z. B. Hitlers berühmtes Zitat aus der Rede vom 4. September 1940: „Und wenn sie [die Briten] erklären, sie werden bei uns Städte in großem Ausmaß angreifen – wir werden ihre Städte ausradieren: Wir werden diesen Nachtpiraten das Handwerk legen, so wahr uns Gott helfe!“, Luftangriffe auf Coventry, The Blitz und Baedeker Blitz).
Als Vergeltung für solche Angriffe und da die Briten keine Landfront mit den Deutschen besaßen, ging die Royal Air Force immer mehr zu einem Flächenbombardement deutscher Städte über. Die Strategie des Morale Bombing zielte dabei bewusst darauf, zivile Ziele zu treffen, um die deutsche Bevölkerung zur Aufgabe bzw. zum Aufstand gegen die Nationalsozialisten zu bewegen. Die Folgen waren allerdings (wie zuvor bei „The Blitz“), dass die Zivilbevölkerung von Durchhaltewillen geprägt wurde. Sowohl englische, als auch deutsche Städte verloren allerdings in den Bombennächten und Feuerstürmen unwiederbringlich einen großen Teil ihres jahrhundertealten Kulturerbes.
Hitler hatte geplant, zuerst mit den Briten Frieden zu schließen, um dann die Sowjetunion in einem Vernichtungskrieg angreifen zu können, ohne einen Zwei-Fronten-Krieg führen zu müssen. Als sich dies als nicht durchführbar erwies, überquerten deutsche Truppen im Zuge des Unternehmens Barbarossa am 22. Juni 1941 die deutsch-sowjetische Grenze ohne Kriegserklärung. Großbritannien war damit aus seiner Isolation befreit. Spätestens mit dem Eintritt der Vereinigten Staaten in den Zweiten Weltkrieg durch die deutsche Kriegserklärung an das Land am 11. Dezember 1941 gewannen die Alliierten strategische Vorteile. Allerdings sollte es noch bis September 1943 (Invasion in Italien) bzw. Juni 1944 (Landung in der Normandie) dauern, bis die Westalliierten wieder eine Front gegen „Hitler-Deutschland“ auf dem europäischen Festland etablieren konnten, so wie es Josef Stalin immer wieder gefordert hatte. Bis zum Kriegsende stießen die britischen Truppen tief ins Deutsche Reich ein und trugen unter großen Verlusten zum Sieg über das Großdeutsche Reich und zur Befreiung Deutschlands von der nationalsozialistischen Herrschaft bei.

### Nachkriegszeit und Kalter Krieg
Die Bedingungslose Kapitulation der Wehrmacht trat am 8. Mai 1945 in Kraft. An der für die Nachkriegsordnung wichtigen Potsdamer Konferenz nahm Churchill neben Stalin und dem amerikanischen Präsidenten Harry S. Truman als einer der „Großen Drei“ teil, wurde aber auf Grund seiner heimischen Wahlniederlage im Laufe der Konferenz durch Clement Attlee ersetzt.
Churchill erhob während der Beratungen moralische Bedenken gegen die Vertreibung der Deutschen u. a. aus der damaligen Tschechoslowakei und den von Polen geforderten Gebieten östlich der Oder-Neiße-Linie; letztlich wurde aber der „geordnete und humane Transfer“ deutscher „Bevölkerungsteile“ aus den östlichen Gebieten auf der Konferenz beschlossen (in der Praxis erwies sich die Ausweisung gerade zu Beginn oft alles andere als menschlich).

Britische Besatzungszone ab 8. Juni 1947

Die Britische Besatzungszone umfasste den nordwestlichen Teil des besiegten Deutschen Reiches (die heutigen Bundesländer Hamburg, Niedersachsen, Nordrhein-Westfalen und Schleswig-Holstein). Außerdem wurde die ehemalige Reichshauptstadt Berlin in vier Sektoren aufgeteilt – die Briten kontrollierten hierbei den britischen Sektor.
Zur Unterstützung der deutschen Wirtschaft stimmten die Briten bald der Verschmelzung ihrer Besatzungszone mit der amerikanischen Zone zur Bizone zu (ab 1. Januar 1947), während die Franzosen noch Vorbehalte hatten und ihre Zone weiter getrennt verwalteten. Mit den Sowjets wurde im Rahmen des heraufziehenden Kalten Krieges eine Einigung über ein wie auch immer geartetes gemeinsames Vorgehen immer schwieriger. Die Bedrohung durch den Kommunismus erwies sich bald auch als „Geburtshelfer“ der Bundesrepublik Deutschland, die aus den drei Westzonen am 23. Mai 1949 gebildet wurde. Das Besatzungsstatut regelte die Beziehungen zu den Besatzungsmächten, deren höchste Vertreter Alliierte Hohe Kommissare genannt wurden. Von 1949 bis 1955 waren Brian Robertson, Ivone Kirkpatrick sowie Frederick Millar als britische Hohe Kommissare tätig. Mit dem Deutschlandvertrag gewann der junge Staat seine Souveränität zurück und die Hohen Kommissare wurden durch Botschafter ersetzt. Allerdings blieben einige Sonderrechte der Siegermächte bestehen.
Schon in einer visionären Rede von 1946 hatte Winston Churchill „eine Art Vereinigte Staaten von Europa“ vorgeschlagen, um Deutschland in die europäische Völkerfamilie einbinden zu können und den europäischen Frieden zu sichern. Allerdings legte er schon damals Wert darauf, dass Frankreich und Deutschland auf diesem Weg die Pionierarbeit leisten müssten. Auch in diesem Moment waren also die Inselstellung, die frühere „splendid isolation“ und das Commonwealth of Nations Großbritanniens nicht vergessen. Dies sollte die Briten allerdings nicht daran hindern, auf eine Aussöhnung mit dem ehemaligen Kriegsgegner hinzuarbeiten: Schon 1947 wurden die ersten deutsch-britischen Städtepartnerschaften gegründet. (Coventry schloss in der Nachkriegszeit Partnerschaften mit den ebenfalls kriegszerstörten deutschen Städten Kiel und Dresden.) 1949 gründeten Lilo Milchsack und weitere deutsche Bürger in Düsseldorf den Vorläufer der Deutsch-Britischen Gesellschaft, der durch alljährliche Königswinter-Konferenzen das gegenseitige Verständnis fördern sollte.
Im Zuge der Westintegration der BRD trat diese 1955 auch dem Nordatlantischen Bündnis bei und ist also seit dieser Zeit NATO-Partner der Briten. Mit der europäischen Integration taten sich die Briten allerdings weiterhin schwer und traten erst 1973 der Europäischen Wirtschaftsgemeinschaft bei. Auch als Mitgliedstaat erwies sich das Königreich immer wieder als schwieriger Partner, der weiteren Einigungsschritten oft mit großer Skepsis gegenüberstand (Stichwort: Margaret Thatchers „I want my money back“ und der gewährte Britenrabatt gegenüber den europäischen Institutionen).
Dass auch über 40 Jahre Friedenszeit nicht alle britischen Bedenken gegenüber Deutschland hatten ausräumen können, zeigt sich sehr klar darin, dass Thatcher 1989 der sich anbahnenden deutschen Wiedervereinigung äußerst skeptisch gegenüberstand. Ihr Bild über einen schlechten Nationalcharakter der Deutschen, das durch den deutsch-britischen Gegensatz des 19. und 20. Jahrhunderts und den Nationalsozialismus geprägt war, kam im Sommer 1990 durch die Chequers-Affäre ans Licht.
Eine besondere Rolle spielten in dieser Zeit Städtepartnerschaften zwischen Großbritannien und der DDR, so von Manchester mit Karl-Marx-Stadt (Chemnitz), dem sächsischen Manchester.

### Großbritannien und das wiedervereinigte Deutschland

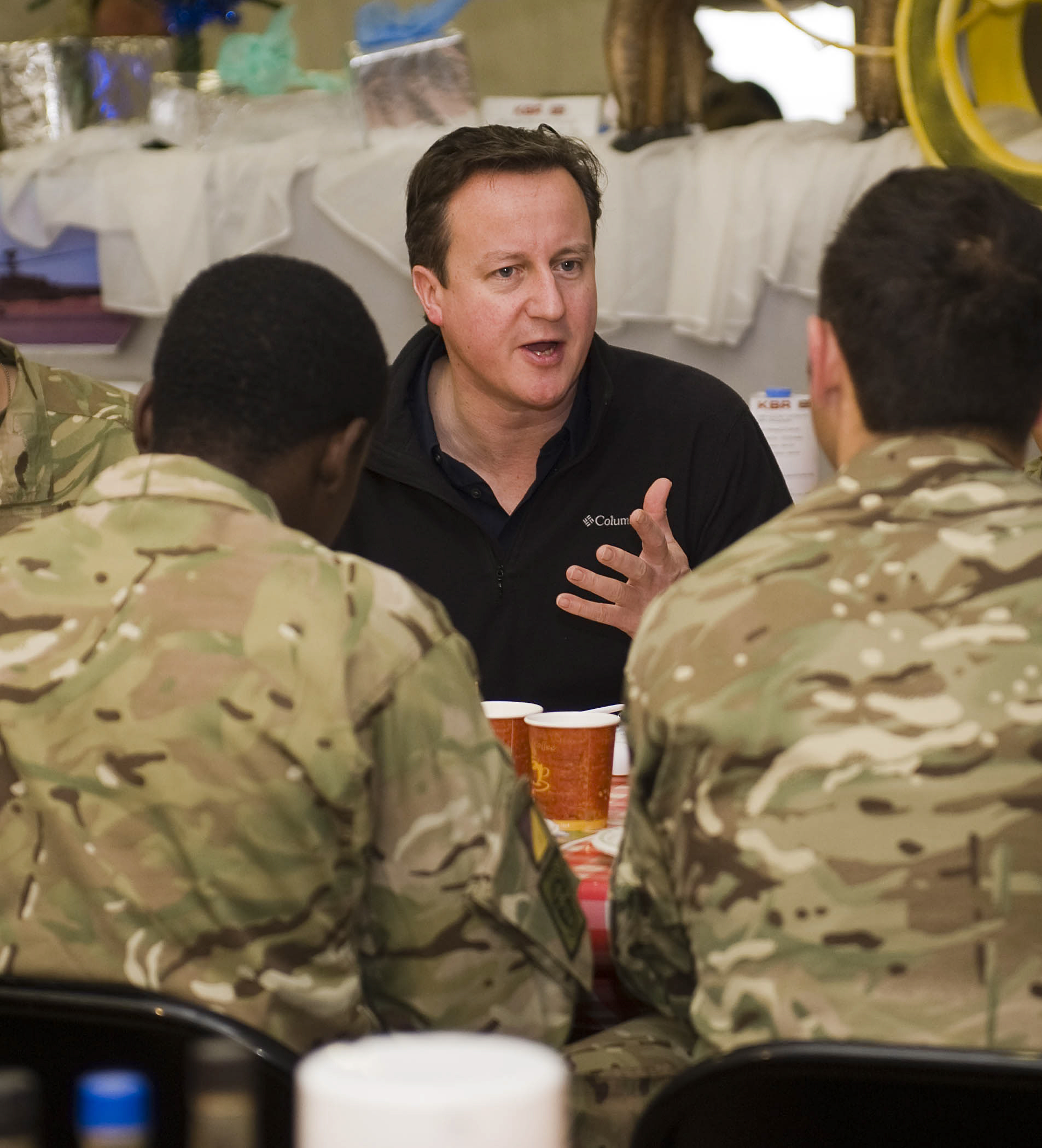
David Cameron in Afghanistan

Nach der deutschen Wiedervereinigung ab 1989 wandelte sich das Deutschlandbild der Briten langsam. Die neue und dynamische Hauptstadt Berlin zog viele Engländer an. Als Höhepunkt der Umwertung ihrer Sicht auf Deutschland kann die Fußball-Weltmeisterschaft 2006 gelten, deren offene und lockere Atmosphäre in Großbritannien erstaunt-positiv registriert wurde. Selbst das berüchtigte „Kraut-Bashing“ (nicht nur) der englischen Boulevardpresse scheint keine so große Akzeptanz mehr zu finden.
Bemerkenswert ist das Missverhältnis zwischen der Zahl der Deutschen, die Englisch sprechen und der Zahl der Briten, die Deutsch lernen (2010); außerdem die vorherrschende britische Fokussierung deutscher Geschichte auf die Zeit von 1933 bis 1945 und das damit verbundene Desinteresse an der späteren Entwicklung Deutschlands.(2014) Gleichzeitig ist der Einfluss Großbritanniens auf Deutschland zurückgegangen.
2015 hielt Bundespräsident Joachim Gauck eine Rede beim Staatsbankett zu Ehren von Königin Elizabeth II im Schloss Bellevue. Er betonte die enge und historische Verbindung zwischen Deutschland und Großbritannien. Gauck lobte die britische Unterstützung bei der Verteidigung der Freiheit West-Berlins während der Luftbrücke 1948 und würdigte die Rolle der britischen Soldaten bei der Befreiung Deutschlands nach dem Zweiten Weltkrieg sowie deren Beitrag zur Wiedervereinigung Deutschlands.
2018 waren die deutsch-britischen Beziehungen seit dem Zweiten Weltkrieg laut mehreren Zeitungen noch nie so gut wie zu dieser Zeit, und kein Monarch galt in der Bundesrepublik als so beliebt wie Queen Elizabeth II. Ihre zahlreichen Besuche in Deutschland trugen dazu bei, das Bild Großbritanniens positiv zu beeinflussen. Die Queen, deren familiäre Wurzeln teilweise in Deutschland lagen, stärkte durch ihre diplomatische Präsenz die Freundschaft zwischen beiden Nationen und heilte historische Wunden.

### Deutsch-britische Beziehungen seit dem Brexit
Die deutsch-britischen Beziehungen waren im Zeitraum 2020–2024 von verschiedenen Entwicklungen geprägt. Vor allem der EU-Austritt des Vereinigten Königreichs im Jahr 2020 (Brexit) belastete die wirtschaftlichen und politischen Beziehungen erheblich, insbesondere Handels- und Zollfragen führten zu Spannungen (2020–2022). Die gemeinsamen sicherheitspolitischen Interessen seit Beginn des russisch-ukrainischen Krieges und die damit verbundene Unterstützung der Ukraine durch beide Länder haben jedoch zu einer intensiveren Zusammenarbeit in der Sicherheitspolitik zwischen Berlin und London geführt, die beide wieder etwas näher zusammenrücken ließ (2023–2024).
Trotz der Herausforderungen nach dem Brexit hat sich die deutsch-britische Freundschaft durch die engere Zusammenarbeit während des Krieges in der Ukraine vertieft, und beide Nationen bleiben enge Partner in der NATO und in globalen Sicherheitsfragen.
Teil der britisch-deutschen Wiederannäherung ist auch der dreitägige Staatsbesuch von König Charles vom 29. bis 31. März 2023 nach Berlin und Hamburg. Die medial in Deutschland weit beachtete Reise beinhaltete auch die erste Rede eines britischen Monarchen im deutschen Bundestag.

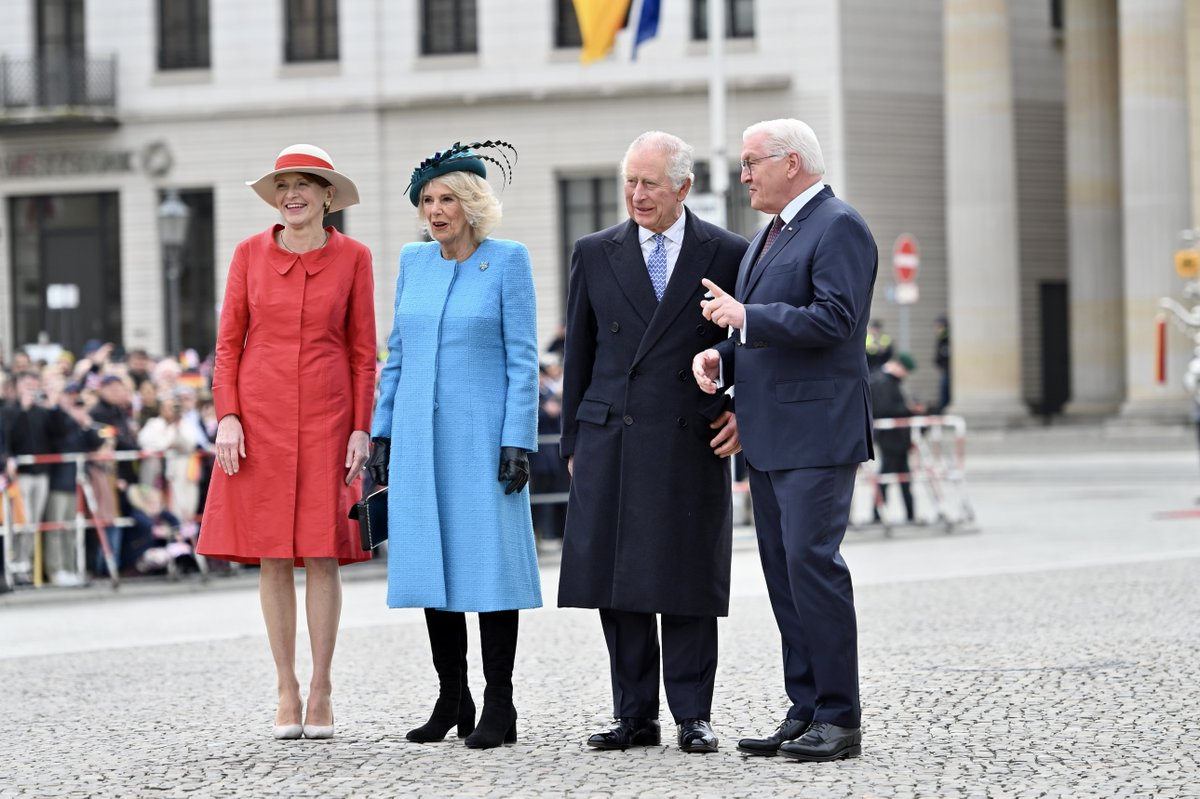
König Charles III mit Bundespräsident Steinmeier sowie Elke Büdenbender und Queen Camilla im März 2023 vor dem Brandenburger Tor

Manifestiert wurde die Wiederannäherung auch durch bilaterale Verträge, in deren Kern eine Verteidigungspartnerschaft steht. Sie begann mit der im Oktober 2024 unterzeichneten Trinity-House-Vereinbarung zur verstärkten Kooperation im Verteidigungsbereich und wurde im Juli 2025 durch den Kensington-Vertrag, einen Freundschaftsvertrag zur allgemeinen Vertiefung der britisch-deutschen Beziehungen, erweitert.

## Wirtschaft und Tourismus

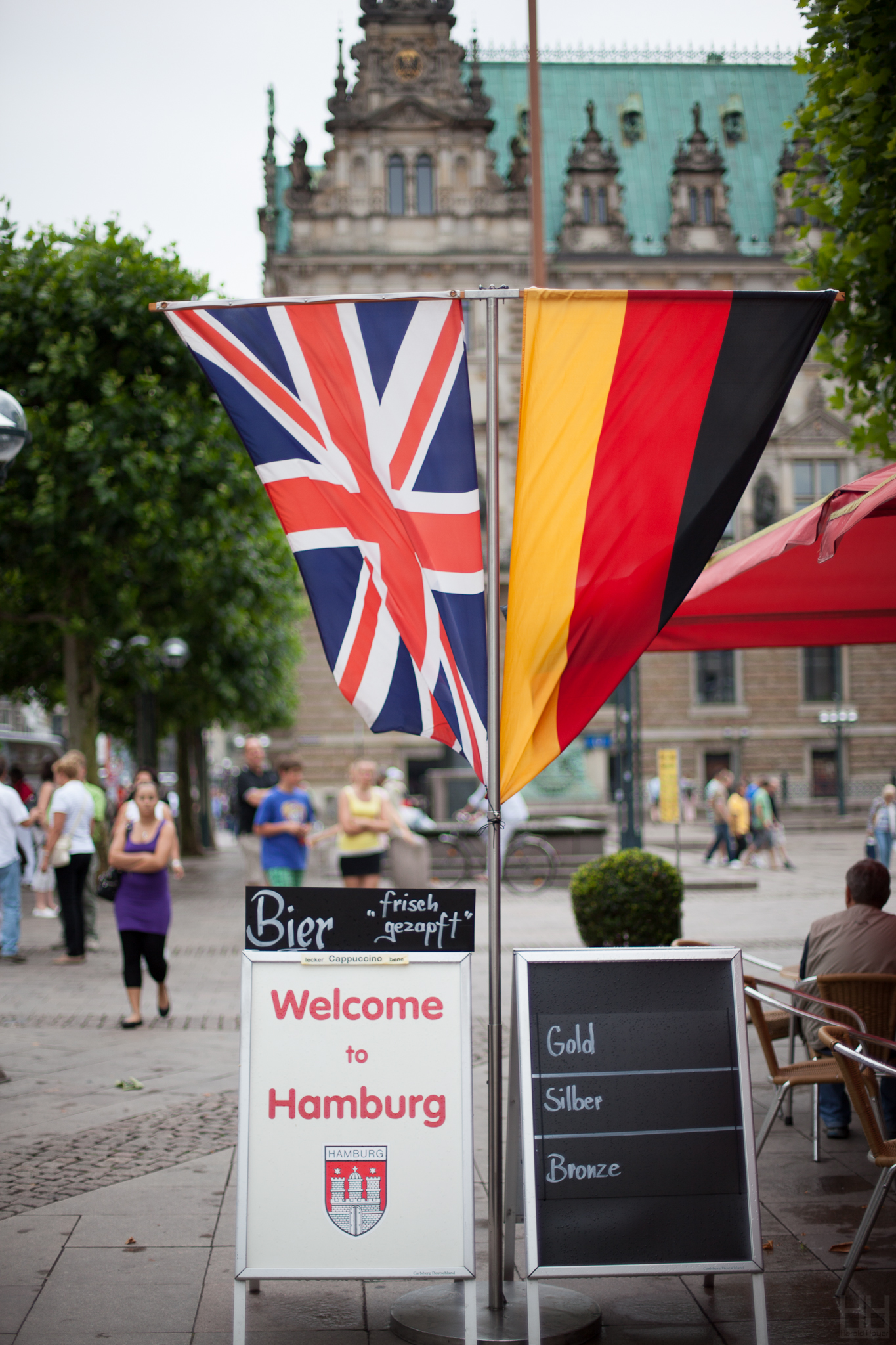

Für Großbritannien ist Deutschland nach den USA und den Niederlanden der drittwichtigste Handelspartner, während für Deutschland das Vereinigte Königreich der fünftwichtigste Handelspartner ist.
2013 betrug das Handelsvolumen zwischen beiden Staaten 118 Mrd. €, mit einem deutlichen Exportüberschuss Deutschlands gegenüber Großbritanniens, die deutschen Exporte beliefen sich auf 76 Mrd. € und die Importe auf 45 Mrd. €.
In Großbritannien sind derzeit rund 2.500 deutsche Unternehmen tätig mit ca. 370.000 Mitarbeitern, in Deutschland sind es rund 3.000 britische. Deutsche Unternehmen investierten 121 Mrd. € und britische 49 Mrd. € im jeweiligen Partnerland.

## Bildung, Wissenschaft und Forschung
Das British Council ist in Deutschland vertreten, das Goethe-Institut in Großbritannien. Mit der Prinz-Albert-Gesellschaft – Royal Albert Society wurde 1981 unter der Schirmherrschaft von Prinz Philip eine Gesellschaft mit der Aufgabe geschaffen, Forschungen über wissenschaftliche, kulturelle und politische Aspekte der deutsch-britischen Beziehungen zu fördern.

## Diplomatischer Austausch
Die bilateralen politischen Beziehungen zwischen beiden Staaten gewinnen nach dem Rückzug des Vereinigten Königreichs aus gemeinsamen übergeordneten europäischen Institutionen wieder an Gewicht.
Die Deutsch-Britische Parlamentariergruppe pflegt die Beziehungen zwischen dem Deutschen Bundestag und dem Parlament des Vereinigten Königreichs. Vorsitzender in der 18. Wahlperiode ist Stephan Mayer (CDU/CSU). Stellvertretende Vorsitzende sind Jens Zimmermann (SPD), Susanna Karawanskij (Die Linke) und Katja Dörner (Bündnis 90/Die Grünen).

## Deutsch-britische Institutionen
Um den Austausch zwischen den beiden Ländern kümmert sich die Deutsch-Britische Gesellschaft.